# Comuna Liubovîci, Malîn
Liubovîci (în ucraineană Любовицька сільська рада) este o comună în raionul Malîn, regiunea Jîtomîr, Ucraina, formată din satele Bilîi Bereh, Ialțivka, Liubovîci (reședința), Novoselîțea și Staseva.

## Demografie
Componența lingvistică a comunei Liubovîci
     Ucraineană (97,84%)
     Rusă (1,75%)
     Alte limbi (0,31%)
Conform recensământului din 2001, majoritatea populației comunei Liubovîci era vorbitoare de ucraineană (97,84%), existând în minoritate și vorbitori de rusă (1,75%).